# Paul Wingo
Paul A. Wingo (Havre de Grace, Maryland, 10 januari 1946 - Olney (Maryland), 11 september 2014) was een Amerikaanse jazzgitarist.
Wingo begon op zijn elfde op de gitaar. Hij studeerde van 1964 tot 1968 aan de University of Maryland. Hierna had hij les bij Billy Gibson, Frank Mullen, Howard Roberts en Joe Pass. Vanaf 1976 volgde hij cursussen in Creative Music Studios in Woodstock (New York). Hij speelde zes jaar in de Army Blues Band, waarmee hij ook optrad in het Witte Huis. Tijdens zijn loopbaan speelde hij ook met o.m. Zoot Sims, Al Cohn, Pepper Adams, Phil Woods, Herb Ellis en Charlie Byrd en was hij actief in de bigbands van Bill Potts (555 Feet High 1987) en Mike Crotty. Dertig jaar lang speelde hij regelmatig in Bertha’s Restaurant and Bar in Fells Point in Baltimore, Maryland.
In de jazz speelde hij tussen 1982 en 2011 mee op 16 opnamesessies, o.a. met Carrie Smith, Ronnie Wells, Tim Eyermann, Uptown Vocal Jazz Quartet en de Hot Mustard Jazz Band met Buck Hill.